# Modliszkowate

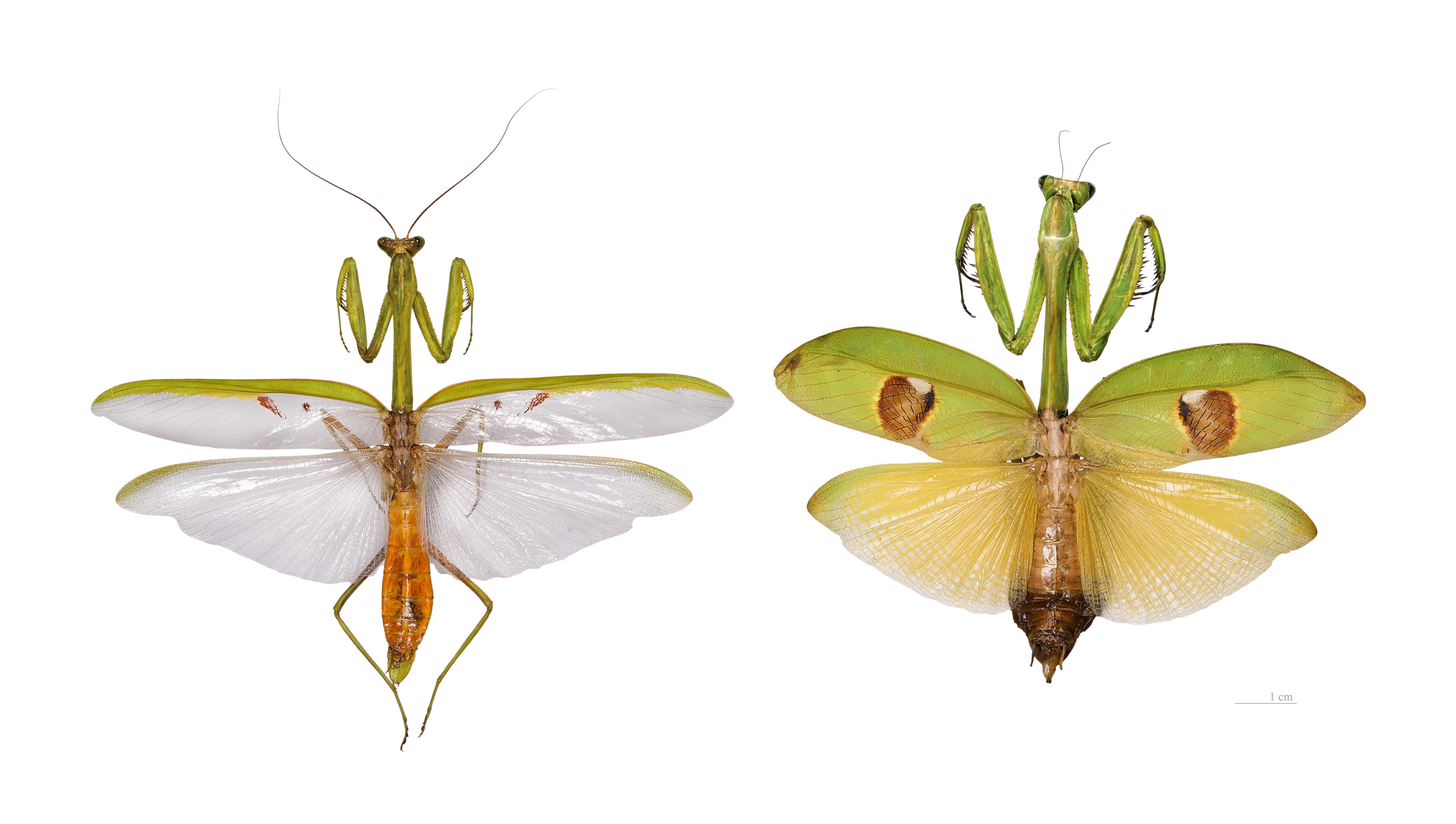
Stagmatoptera supplicaria – dymorfizm płciowy

Modliszkowate (Mantidae) – rodzina owadów z rzędu modliszek.
Stanowią one największą, obejmującą około ¼ wszystkich gatunków, rodzinę z tego rzędu. W Polsce występuje tylko jeden gatunek – modliszka zwyczajna (Mantis religiosa).
Rodzina ta dzieli się na 19 podrodzin:
- Amelinae
- Angelinae
- Antemninae
- Choeradodinae
- Chroicopterinae
- Compsothespinae
- Deroplatyinae
- Dystactinae
- Mantinae
- Mellierinae
- Miomantinae
- Orthoderinae
- Oxyothespinae
- Photinainae
- Phyllotheliinae
- Schizocephalinae
- Stagmatopterinae
- Stagmomantinae
- Vatinae